# Document
Document är rockbandet R.E.M.s femte studioalbum, utgivet 1987. Det är deras sista album med nytt material på I.R.S Records, innan man bytte skivbolag till Warner Bros. Det är också deras första album med Scott Litt som producent, ett framgångsrikt samarbete som skulle fortsätta på Green, Out of Time, Automatic for the People, Monster och New Adventures in Hi-Fi.
Albumet nådde tiondeplatsen på den amerikanska albumlistan, och blev deras första som sålde platina. Singeln "The One I Love" nådde en niondeplats på Billboard Hot 100, vilket var gruppens första Top 10-placering. Även "It's the End of the World as We Know It (And I Feel Fine)" och "Finest Worksong" släpptes som singlar.

## Låtlista
Samtliga låtar skrivna av Bill Berry, Peter Buck, Mike Mills och Michael Stipe, om inte annat anges.
1. "Finest Worksong" - 3:48
2. "Welcome to the Occupation" - 2:48
3. "Exhuming McCarthy" - 3:19
4. "Disturbance at the Heron House" - 3:33
5. "Strange" (B.C. Gilbert, Graham Lewis, Colin Newman, Robert Gotobed) - 2:32
6. "It's the End of the World as We Know It (And I Feel Fine)" - 4:07
7. "The One I Love" - 3:17
8. "Fireplace" - 3:24
9. "Lightnin' Hopkins" - 3:18
10. "King of Birds" - 4:07
11. "Oddfellows Local 151" - 5:21